# Smythita
|  | No s'ha de confondre amb la smithita, una sulfosal.. |

La smythita és un mineral de la classe dels sulfurs que pertany al grup de la pirrotina. Rep el nom en honor de Charles Henry Smyth, Jr. (Oswego, Nova York, EUA, 31 de març de 1866 - Princeton, Nova Jersey, EUA, 4 d'abril de 1937), professor de Geologia Econòmica de la Universitat de Princeton.

## Característiques
La smythita és un sulfur de fórmula química (Fe,Ni)3+xS₄, on x = 0-0,3. Es tracta d'una espècie aprovada per l'Associació Mineralògica Internacional, i publicada per primera vegada el 1956. Cristal·litza en el sistema trigonal. La seva duresa a l'escala de Mohs és 4,5.
Segons la classificació de Nickel-Strunz, la smythita pertany a «02.C - Sulfurs metàl·lics, M:S = 1:1 (i similars), amb Ni, Fe, Co, PGE, etc.» juntament amb els següents minerals: achavalita, breithauptita, freboldita, kotulskita, langisita, niquelina, sederholmita, sobolevskita, stumpflita, sudburyita, jaipurita, zlatogorita, pirrotina, troilita, cherepanovita, modderita, rutenarsenita, westerveldita, mil·lerita, mäkinenita, mackinawita, hexatestibiopanickelita, vavřínita, braggita, cooperita i vysotskita.

## Formació i jaciments
Va ser descoberta al tall de la Ruta Estatal 37, al seu pas per Bloomington, al comtat de Monroe (Indiana, Estats Units). Tot i tractar-se d'una espècie no gaire habitual ha estat descrita en tots els continents del planeta, inclosa l'Antàrtida.